# Izurzu
Izurzu es un concejo y localidad española del municipio de Guesálaz, perteneciente a la Comunidad Foral de Navarra.

## Toponimia
El lugar se conoce en euskera como Izurtzu.

## Geografía
La localidad se encuentra en la merindad de Estella, en la comarca de Estella Oriental.

## Historia
Hacia mediados del siglo XIX, el lugar, ya por entonces perteneciente a Guesálaz, tenía contabilizada una población de 86 habitantes. Aparece descrito en el noveno volumen del Diccionario geográfico-estadístico-histórico de España y sus posesiones de Ultramar de Pascual Madoz con las siguientes palabras:

IZURZU: l. del ayunt. del valle de Guesalaz, en la prov. y c. g. de Navarra, part. jud. de Estella (4 horas), aud. terr. y dióc. de Pamplona (5 1/2). sit. en una eminencia, circundada de espesos montes encinales, casi en el confin sept. del valle. clima destemplado, le combaten los vientos N. y S. y se padecen enfermedades pulmonares. Tiene 14 casas inclusa la municipal, que sirve de cárcel y escuela, frecuentada por los niños de este pueblo y los de Muniain; igl. parr. de entrada (San Andrés) servida por un abad de provision del vecindario, que se surte de una abundante fuente contigua al pueblo. El térm. que se estiende de N. á S. una leg. y de E. á O. 3/4, confina N. Muniain; E. Arguiñariz; S. Salinas y Viguria, y O. Guembe; comprendiendo en su circunferencia y casi en su total estension, un denso encinar, y varias canteras de piedra caliza que se aprovecha. caminos: locales y muy ásperos: el correo se recibe de la cab. de part., por el balijero del valle, los miércoles, viernes y domingos. prod.: trigo, cebada, avena, patatas y demas legumbres: cria de ganado de toda especie, prefiriéndose el lanar: caza de liebres y palomas. pobl.: 18 vec., 86 alm. riqueza: con el valle. (V.)
(Madoz, 1847, p. 476)

En 2023, la entidad singular de población tenía empadronados 23 habitantes y el núcleo de población, también 23.

## Patrimonio

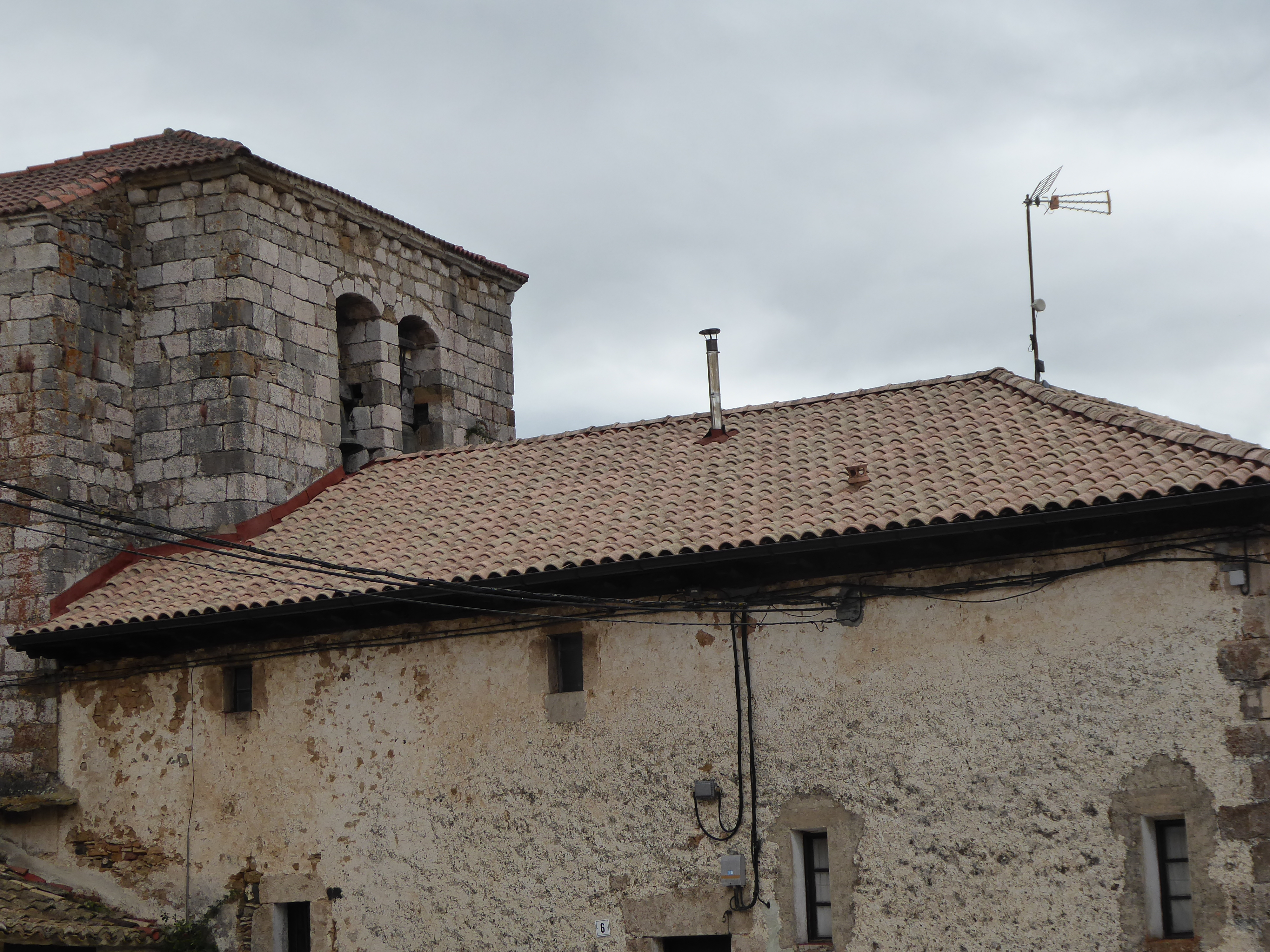
La iglesia de San Andrés

Hay en la localidad una iglesia de San Andrés.